# Mieczysław Jasnowski
Mieczysław Jasnowski (ur. 23 lutego 1920 w Kaliszu, zm. 23 czerwca 1993 w Szczecinie) – polski profesor nauk przyrodniczych w zakresie torfoznawstwa, florystyki, fitosocjologii i briologii, nauczyciel akademicki

## Życiorys
W czasie II wojny światowej został wywieziony na roboty przymusowe w III Rzeszy (1940–1944). W 1945 złożył egzamin dojrzałości w I Liceum Ogólnokształcącym im. Adama Asnyka w Kaliszu. W latach 1945–1955 przebywał we Wrocławiu, tam w 1950 na Wydziale Nauk Przyrodniczych Uniwersytetu i Politechniki Wrocławskiej ukończył studia, później był pracownikiem naukowym uczelni. W 1955 razem z żoną Janiną zamieszkał w Szczecinie, gdzie został wykładowcą w nowo utworzonej Wyższej Szkole Rolniczej. Doktoryzował się w 1958, habilitował w 1962, tytuł profesora nadzwyczajnego uzyskał w 1970, a profesora zwyczajnego – w 1978. Zorganizował i był kierownikiem Zakładu Torfoznawstwa, a od 1968 – Katedry Botaniki. W 1990 przeszedł na emeryturę.

## Praca naukowa
Mieczysław Jasnowski badał torfowiska i szatę roślinną wielu regionów Polski, w tym Pomorza Zachodniego i Ziemi Szczecińskiej, Karkonoszy, Gór Izerskich, Warmii i Mazur oraz Pojezierza Iławskiego. Prowadził rozpoznanie geobotaniczne Pomorza w celu zapewnienia ochrony prawnej najcenniejszym obiektom przyrodniczym. Wspólnie z prof. Stanisławem Tołpą stworzył klasyfikację torfów Polski i Europy (1964). Autor ponad 200 rozpraw, monografii i artykułów naukowych, podręczników akademickich oraz 100 ekspertyz na potrzeby gospodarki, a także licznych prac kartograficznych. Opracował m.in. sieć 86 rezerwatów przyrody i 3 parków krajobrazowych na Pomorzu, Drawieńskiego Parku Narodowego, a w ramach współpracy międzynarodowej Park Krajobrazowy Dolina Dolnej Odry. Był pedagogiem, wykształcił wielu specjalistów, wśród jego uczniów byli także studenci i doktoranci z Niemiec, Holandii i z Wielkiej Brytanii. Prowadził wykłady na zagranicznych uczelniach, m.in. w Cambridge, Preston, Monfort, Nottingham, Berlinie i w Greifswaldzie. Zajęcia praktyczne prowadził na torfowiskach Irlandii i w Polsce. Należał do wielu gremiów i towarzystw naukowych Europy. Był członkiem kilku komitetów Polskiej Akademii Nauk oraz Państwowej Rady Ochrony Przyrody. Współtwórca i konsultant Telewizyjnego Technikum Rolniczego.

## Praca organizacyjna
Profesor Mieczysław Jasnowski był aktywnym członkiem Szczecińskiego Towarzystwa Naukowego, wieloletnim przewodniczącym Szczecińskiego Oddziału Polskiego Towarzystwa Botanicznego, członkiem Zarządu Głównego PTB, a przez jedną kadencję  – jego wiceprezesem. Należał do międzynarodowych towarzystw: Internationale Gesellschaft für Moorforschung, International Peat Society. Był członkiem Komitetu Botaniki PAN, Komitetu Ochrony Przyrody, członkiem Państwowej Rady Ochrony Przyrody, gdzie przez kilkanaście lat przewodniczył Komisji Ochrony Torfowisk. Był przez wiele kadencji przewodniczącym Wojewódzkiego Komitetu Ochrony Przyrody w Szczecinie. Odegrał istotną rolę w tworzeniu obiektów prawnie chronionych na Pomorzu Zachodnim, opracował projekt ochrony prawnej torfowisk Polski. Reprezentował  Polskę w UNESCO w programie TELMA, gdzie przedstawiał problemy ochrony  mokradeł w Polsce (1967).  Brał udział w międzynarodowych  konferencjach i  kongresach –  w Polsce jako współorganizator, za granicą (w NRD, na Węgrzech, w RFN, Finlandii, ZSSR, we Francji i w Anglii) jako prelegent. Miał odczyty i wykłady na zagranicznych uczelniach: w Berlinie, Greifswaldzie, Cambridge, Preston, Montford i Nottingham. Współpracował z Telewizją Polską w ramach Telewizyjnego Technikum Rolniczego  (1972–1981) oraz z telewizją brytyjską BBC jako konsultant programu „Bellamy’s Europe” (1976). 

## Ważniejsze publikacje
- Flora mchów z czwartorzędowych osadów torfowisk reofilnych. „Acta Soc. Bot. Pol.” 1957, 26(3), s. 597–629
- Roślinność torfowiska Smolniki nad Zalewem Szczecińskim. „Przyr. Pol. Zach.” 1958, 2, s. 123–138 (wsp. J. Jasnowska, Cz. Kwarta)
- Torfowisko wysokie w dolinie Odry u jej ujścia do Zalewu Szczecińskiego. „Zesz. Probl. Post. Nauk Roln.” 1960, 25, s.  99–124
- Charakterystyka botaniczna i biologiczna kukurydzy. W: K. Ruebenbauer (red.) Kukurydza. PWRiL Warszawa 1964, s. 9–28 (wsp. J. Jasnowska)
- Budowa i roślinność torfowisk Pomorza Szczecińskiego. Tom 10 STN: Wydz. Nauk Przyr.-Roln. Szczecińskie Towarzystwo Naukowe 1982
- Ginące torfowiska wysokie i przejściowe w pasie nadbałtyckim Polski. „Ochrona Przyrody” 1968, 33, s. 69–124 (wsp. J. Jasnowska, S. Markowski)
- Przewodnik po województwie szczecińskim. Liga Ochrony Przyrody, Warszawa 1971
- Warunki siedliskowe i szata roślinna torfowiska nakredowego w rezerwacie Tchórzyno na Pojezierzu Myśliborskim. „Ochr. Przyr.” 1972, 37, s. 157–323 (wsp. J. Jasnowska, W. Kowalski, S. Markowski, J. Radomski)
- Rośliny naczyniowe torfowisk Pomorza Szczecińskiego – Uzupełnienie II. „Fragm. Flor. Geobot.” 1972, 18, 3–4, s. 239–254 (wsp. J. Jasnowska, S. Markowski)
- Mszarnik wrzoścowy Ericetum tetralicis balticum w projektowanych rezerwatach torfowiskowych. „Chrońmy Przyr. Ojcz.” 1973, 29, 6, s. 54–56 (wsp. J. Jasnowska)
- Torfowiska i tereny bagienne w Polsce. W: Kac N.J. Bagna kuli ziemskiej. PWN Warszawa 1973
- Projekt atlasu i syntezy torfowisk obszaru Pomorza Zachodniego. W: Sprawozdanie z kongresu. Poznań 21–24.09.1976. Wyd. Czas. Techn. NOT, s. 147–151 (wsp. J. Jasnowska S. Markowski)
- Nasza przyroda: województwo wrocławskie, legnickie, jeleniogórskie, wałbrzyskie. Liga Ochrony Przyrody, Warszawa 1977 (wsp. A. Pałczyński)
- Lista zagrożonych gatunków flory torfowisk w Polsce. „Chrońmy Przyr. Ojcz.” 1977, 33, 4, s. 5–14 (wsp. J. Jasnowska)
- Storczyki w rezerwacie torfowiskowym „Bagno Chłopiny” na Pojezierzu Myśliborskim. „Zesz. Nauk. AR Szczecin” 1977, 61, 15. s. 163–184 (wsp. J. Jasnowska)
- Erica tetralix L. na Pomorzu. Fragm. Flor. Geobot. 1979, 25, s. 269–279 (wsp. J. Jasnowska)
- Kotłowe torfowiska mszarne na Pojezierzu Bytowskim. Zesz. Nauk. AR Wroc., Rol. 1981, 134, s. 11–37 (wsp. J. Jasnowska)
- Ocena aktualnego stanu i projekt racjonalnej sieci rezerwatów przyrody w północnej części województwa gorzowskiego. W: L. Agapow, B. Wiatr (red.) Zasoby przyrody województwa gorzowskiego]. Ośr. Bad. i Konsult. TWWP w Gorzowie Wlkp. 1981, s. 5–36 (wsp. J. Jasnowska)
- Rezerwat krajobrazowo-wodny „Rzeka Drawa” na Pomorzu Zachodnim. „Chrońmy Przyr. Ojcz. ”1982, 38, 3, s. 5–19. (wsp. J. Jasnowska)
- Najcenniejsze obiekty w rezerwacie „Rzeka Drawa” objęte ochroną ścisłą. „Chrońmy Przyr. Ojcz.” 1982, 38, 4–5, s. 5–23 (wsp. J. Jasnowska)
- Pojezierze Zachodniopomorskie. „Przyroda Polska”. Wiedza Powszechna, Warszawa 1982, ss. 265 (wsp. J. Jasnowska)
- Szata roślinna torfowisk mszarnych na Pojezierzu Bytowskim. Cz. I. Charakterystyka torfowisk i ich rozprzestrzenienie. „Zesz. Nauk. AR Szczecin” 99, Rol. Ser. Przyrod. 1982, 30, s. 23–36 (wsp. J. Jasnowska)
- Szata roślinna torfowisk mszarnych na Pojezierzu Bytowskim. Cz. 2. Flora torfowisk. „Zesz. Nauk. AR Szczecin” 99, Rol. Ser. Przyrod. 1982, 30, s. 37–47 (wsp. J. Jasnowska)
- Szata roślinna torfowisk mszarnych na Pojezierzu Bytowskim. Cz. 3. Ogólna klasyfikacja fitosocjologiczna zbiorowisk torfowiskowych. „Zesz. Nauk. AR Szczecin” 99, Rol. Ser. Przyrod. 1982, 30, s. 49–57 (wsp. J. Jasnowska)
- Szata roślinna torfowisk mszarnych na Pojezierzu Bytowskim. Cz. 4. Zbiorowiska roślinne ze związku Rhynchosporion albae Koch 1926. „Zesz. Nauk. AR Szczecin” 99, Rol. Ser. Przyrod. 1982, 30, s. 59–67 (wsp. J. Jasnowska)
- Pojezierze Zachodniopomorskie. Zakład Narodowy im. Ossolińskich 1983. ISBN 832140359X (wsp. J. Jasnowska)

## Odznaczenia i nagrody
- Krzyż Oficerski Orderu Odrodzenia Polski
- Krzyż Kawalerski Orderu Odrodzenia Polski
- Medal Komisji Edukacji Narodowej
- Srebrny Krzyż Zasługi
- Złota Odznaka ZNP (1974)[8]
- Nagrody Ministra Szkolnictwa Wyższego (1972, 1977, 1990)
- Nagroda Ministra Rolnictwa (1973)
- Niemiecka Nagroda Kultury (1990)